# Zubné, Humenné
Zubné este o comună slovacă, aflată în districtul Humenné din regiunea Prešov. Localitatea se află la altitudinea de 233 m deasupra n.m., se întinde pe o suprafață de 19,55 km2 și în 2017 număra 364 de locuitori.

## Istoric
Localitatea Zubné este atestată documentar din 1557.

## Demografie
| An:                | 1994 | 2004   | 2014   | 2024   |
| ------------------ | ---- | ------ | ------ | ------ |
| Număr de persoane: | 387  | 386    | 367    | 349    |
| Diferență:         |      | −0,25% | −4,92% | −4,90% |

| An:                | 2023 | 2024   |
| ------------------ | ---- | ------ |
| Număr de persoane: | 347  | 349    |
| Diferență:         |      | +0,57% |